# Stadt- und Landgericht Dessau
Das Stadt- und Landgericht Dessau war bis 1850 eine Gerichts- und Verwaltungseinheit im Herzogtum Anhalt-Dessau mit Sitz in Dessau.

## Justizamt Dessau
Das Justizamt Dessau war bis 1849 eine Gerichts- und Verwaltungseinheit im Herzogtum Anhalt-Dessau mit Sitz in Dessau. Es entsprach räumlich bisherigen dem Amt Dessau. Ab 1819 wurden die landesherrlichen Verwaltungs- und Gerichtseinheiten in Anhalt-Dessau einheitlich Justizamt genannt. Das Justizamt zählte 1818 13.274 Einwohner und umfasste neben der Stadt Dessau 14 Dörfer: Jonitz, Naundorf, Mosigkau, Alten, Großkühnau, Kleinkühnau, Ziebigk, Törten, Riesau, Marke, Klein Leipzig, Thurland, Bobbau und Siebenhausen. Das Justizamt Dessau war auch für die Juden in Raguhn und Jeßnitz zuständig, nicht aber für 36 schriftsässige Gebäude, für die die herzogliche Regierung direkt zuständig war. Das Justizamt war sowohl Gericht erster Instanz als auch Verwaltungsbehörde. Als Appellationsgericht diente die herzogliche Regierung in Dessau.

## Stadtgericht Dessau
Die Stadt Dessau verfügte über die Gerichtsbarkeit über 342 Häuser, dies entsprach in etwa der Altstadt.

## Neuorganisation 1849/50
Das Justizamt und das Stadtgericht Dessau wurden 1849 zum Stadt- und Landgericht Dessau vereinigt. Mit der Märzrevolution war eine umfassende Verwaltungs- und Justizreform verbunden. Die Trennung der Rechtsprechung von der Verwaltung wurde eingeführt und die Patrimonialgerichte abgeschafft. Die Verwaltungsaufgaben übernahmen die Kreisdirektionen und die Gerichtsfunktionen die Kreisgerichte und Kreisgerichtskommissionen. Für die Justiz entstand so das Kreisgericht Dessau. Dieses war dem Oberlandesgericht Dessau in zweiter und Oberappellationsgericht Jena letzter Instanz übergeordnet. Die Verwaltungsaufgaben übernahm die Kreisdirektion Dessau.